# 9822 Hajduková
9822 Hajduková là một tiểu hành tinh vành đai chính với chu kỳ quỹ đạo là 1328.1098282 ngày (3.64 năm).
Nó được phát hiện ngày 26 tháng 3 năm 1971.